# Rhesalides
Rhesalides é um gênero de traça pertencente à família Arctiidae.